# Alfred Lee Loomis junior
Alfred Lee Loomis junior (* 15. April 1913 in Tuxedo Park; † 7. September 1994 in New York City) war ein US-amerikanischer Segler.

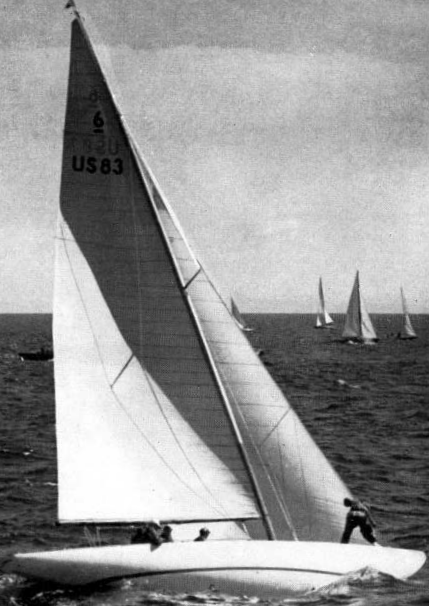
6mR Yacht Llanoria, US 83, Goldmedaille 1948

## Erfolge
Alfred Lee Loomis junior nahm in der 6-Meter-Klasse an den Olympischen Spielen 1948 in London teil, bei denen er Olympiasieger wurde. Mit der Llanoria gewann er unter Skipper Herman Whiton unter anderem drei der sieben Wettfahrten, sodass er mit 5472 Gesamtpunkten vor dem argentinischen Boot Djinn von Enrique Sieburger senior und dem schwedischen Boot Ali Baba II von Tore Holm Erster wurde. Zur Crew gehörten dabei außerdem James Weekes, Michael Mooney und James Smith. 1977 war Loomis Manager der Courageous im America’s Cup, die sowohl die Ausscheidungswettkämpfe als auch den Wettbewerb selbst gewann.
Loomis, Sohn von Alfred Lee Loomis, schloss 1935 ein Studium an der Harvard University ab und besuchte im Anschluss bis 1939 die Harvard Law School. Danach trat er der US Navy bei, in der er während des Zweiten Weltkriegs im Rang eines Commanders als persönlicher Assistent von Admiral John Henry Towers diente. Nach dem Krieg wurde er zunächst Investmentbanker, ehe er Partner bei einem unabhängigen Gas- und Ölproduzent wurde. Loomis hinterließ zum Zeitpunkt seines Todes seine Ehefrau, drei Töchter und einen Sohn sowie fünf Enkel und drei Urenkel.